# 니콜라이 카모프
니콜라이 일리치 카모프(러시아어: Никола́й Ильи́ч Ка́мов, 1902년 9월 1일 ~ 1973년 11월 24일)는 소련의 발명가, 공학자로 카모프 헬리콥터의 설립자이다.

## 생애
1902년 9월 1일 이르쿠츠크에서 태어나서 1973년 11월 24일 모스크바에서 사망했다.